# Charity Waciuma
Charity Waciuma, née en 1936,est une femme de lettres kényane, qui a écrit plusieurs romans pour adolescents et, en 1966, un roman autobiographique, Daughter of Mumbi (1969). Son travail s'appuie sur les légendes et les contes traditionnels Kikuyus. Dans les années 1960, Charity Waciuma et Grace Ogot sont les premières  femmes écrivains du Kenya à être publiées en anglais.

## Biographie
Charity Wanjiku Waciuma grandit dans le contexte de la pré-indépendance du Kenya, marqué notamment par la  révolte des Mau Mau contre le pouvoir colonial britannique. En conformité avec les traditions de nommage kikuyus, elle reçoit le nom de la plus jeune sœur de son père, Wanjiku, et le nom de famille Waciuma, qui signifie « perles », un surnom du père de sa grand-mère,  parce qu'il avait autant de chèvres qu'il y a de perles dans un collier.
Elle est devenue l'une des pionnières en littérature pour enfants avec la publication en 1966 de son premier livre Mweru, the Ostrich Girl, qui a été suivie par d'autres titres pour adolescents, notamment The Golden Feather, Merry Making, et Who's Calling ?.
Son œuvre autobiographique Daughter of Mumbi, publiée en 1969, raconte les tensions ressenties par une adolescente déchirée entre son allégeance à son identité traditionnelle (Mumbi était une femme mythique fondatrice de la tribu Kikuyu) et son intérêt pour certains aspects de la modernité apportée par les colons britanniques,. Dans Daughter of Mumbi, un des personnages dit : « Nous ne pourrons faire valoir nos droits [face aux colons] que si nous sommes instruits. L'homme blanc pense qu'il nous est supérieur, mais il est seulement mieux instruit. Ses missionnaires donnent un certain degré d'instruction. Si quelqu'un est très doué, et décroche un diplôme d'enseignement supérieur, que fait le gouvernement colonial ? Il lui donne un poste d'employé subalterne, à peine supérieur à celui qui n'a pas fait l'école. Ils vont jusqu'à lui imposer la façon de s'habiller, car ils ont peur que quelqu'un qui s'habille comme eux puisse penser qu'il leur est égal ». Le livre est dédié au père de Charity Waciuma, qui a été tué lors de la révolte des Mau Mau.
Elle se montre opposée à la polygamie et écrit également sur la tradition culturelle controversée de l'excision génitale féminine, à une époque où peu d'auteurs d'ascendance africaine le font. Ses œuvres sont publiées avant la décolonisation du Kenya, et ces écrits sur cette question sensible apparaissent avant que la lutte pour les droits des femmes soit devenue importante, et avant que les effets physiques et psychologiques de cette pratique, pour les femmes touchées, soient reconnus ,.

## Principales publications
- Mweru, the Ostrich Girl, Nairobi : East African Publishing House, 1966
- The Golden Feather, Nairobi : East African Publishing House, 1966
- Daughter of Mumbi, Nairobi : East African Publishing House, 1969
- Merry-Making, Nairobi : East African Publishing House, 1972
- Who's Calling?, Nairobi: East African Publishing House, 1973)